# الفرع الأذني للعصب المبهم
الفرع الأذني للعصب المبهم (بالإنجليزية: Auricular branch of vagus nerve)‏ هو عصب يتَفرعُ من العصب المبهم.

## مساره
ينشأ من العقدة العلوية ويدخل مرة أخرى إلى الجزء الجانبي من الثقبة الوداجية عبر قناة الخشاء. يخرج الفرع مرة أخرى من خلال الدرز الطبلي الخشائي للعظم الصدغي للوصول إلى الجلد وتغذيته